# Jiříkov, Děčín
Jiříkov là một thị trấn thuộc huyện Děčín, vùng Ústecký, Cộng hòa Séc.